# 力帆集団
力帆集団 （リーファンしゅうだん、Lifan Group）、正式社名力帆実業（集団）股份有限公司 (Lifan Industry (Group) Co., Ltd.) は中華人民共和国・重慶市に本社を置く輸送用機器（オートバイ、自動車、発動機）の製造・販売を行う企業である。

## 概要

### 歴史

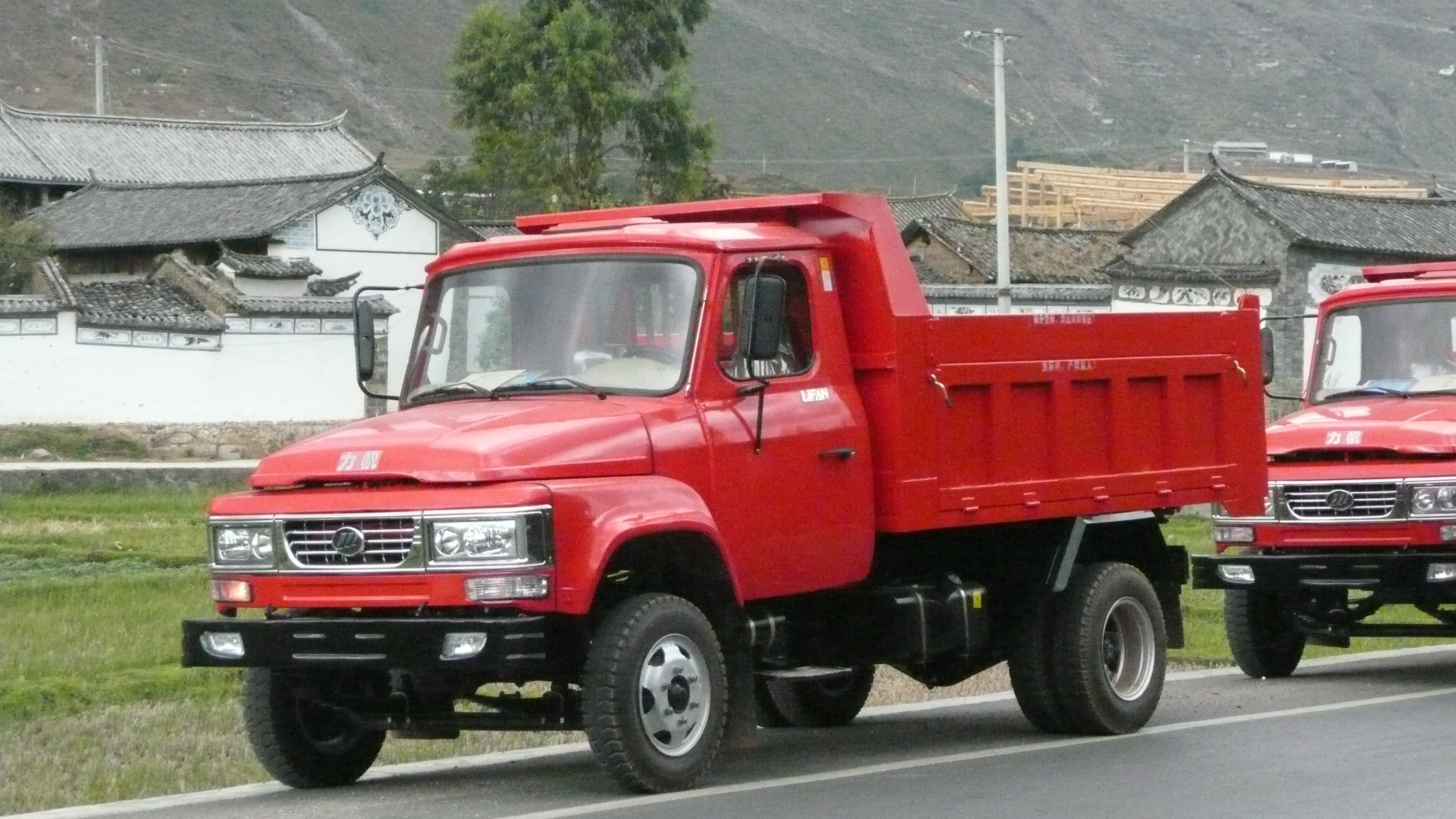
大理市を走る力帆トラック

1992年、当時54歳の尹明善は力帆集団の前身となる「重慶市轟達車輌配件研究所」 (Chongqing Hongda Auto Fittings Research Centre) を設立し、「轟達」 (Hongda) ブランドでオートバイの製造販売を始めた。1997年に重慶力帆轟達実業（集団）有限公司と改名し、翌1998年には輸出入の認可を取得して、ベトナムやラオスなどへの海外輸出を開始した。
力帆は2003年にバス製造会社、重慶専用汽車製造総廠の株式80%を買収して重慶力帆汽車有限公司に改名し、四輪車事業に参入した。2004年7月29日には大理駿馬工貿集団と合弁で雲南力帆駿馬車輌有限公司を設立してトラックの製造を開始した。さらに同年、微型自動車を製造する安徽華陽汽車製造有限公司 (Anhui Huayang Auto Manufacturing Co., Ltd.) の買収を表明し、翌2005年6月2日に買収を完了した。
2006年1月、力帆はブラジル製のトライテックエンジンを搭載した最初の自主開発車「力帆・520」を発表した。
2010年11月25日、力帆集団は上海証券取引所に株式上場した。
2014年7月4日、イタリアのオートバイメーカーMVアグスタとの間で、同社製品の中国正規代理店となることで合意に達した。力帆は現在厳選されたディーラーでF4 RRなどのMVアグスタ数車種を展示している。
創業者の尹明善一家は2014年時点で130億米ドル相当の資産を有している。また、尹は元政治的反体制派で、政府当局と長く対立してきた過去があるが、現在は中国共産党と良好な関係を築いている。

### 商標問題
2004年に本田技研工業との裁判で敗訴し、轟達ブランドのオートバイの販売を中止するよう裁判所から命じられた。

### 輸出

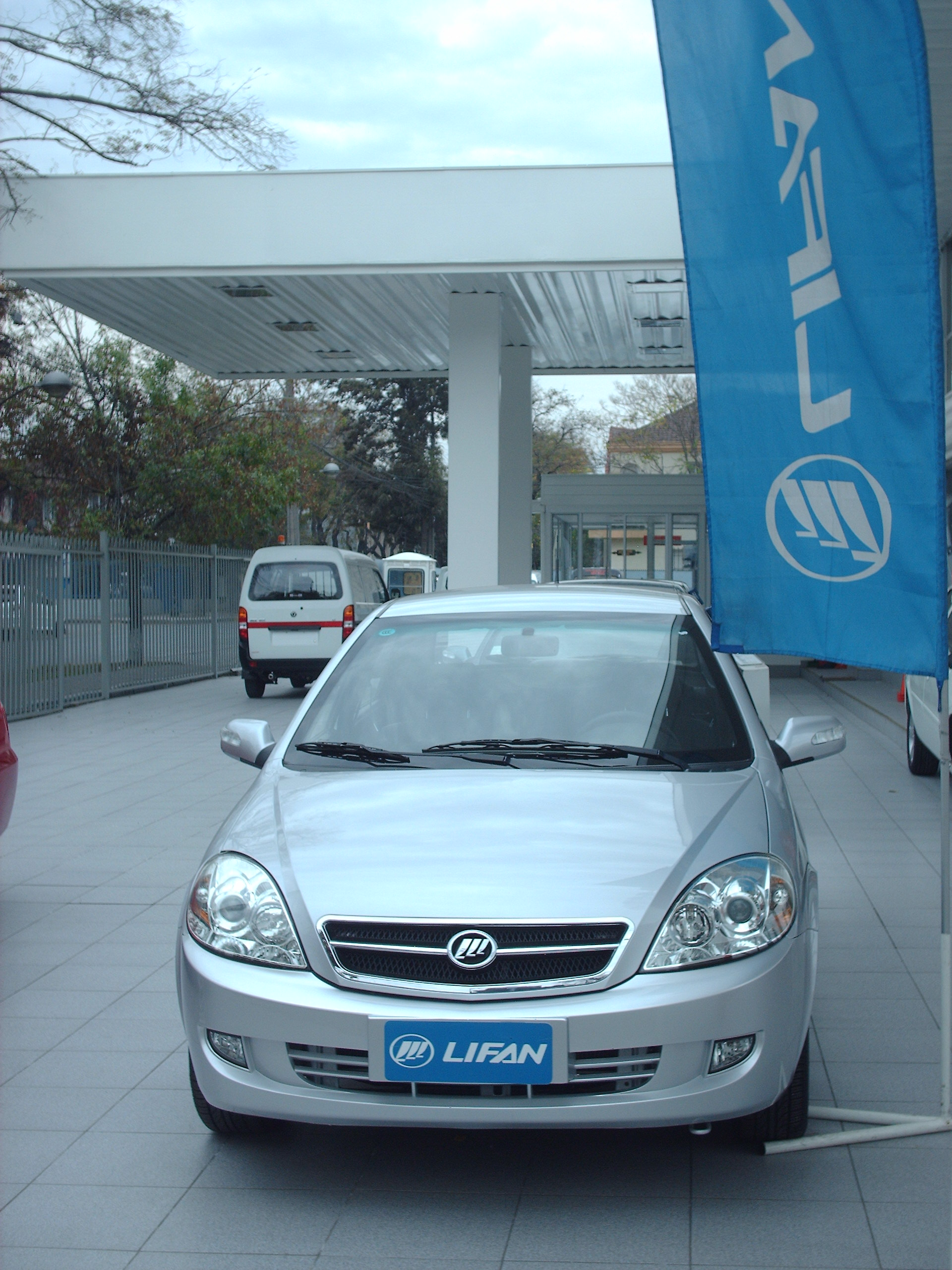
チリのディーラーに展示されている力帆・520

力帆は自動車、オートバイ、発動機の3事業を合わせると、南極を除く全ての大陸で販売を行っている。自動車については早くから海外進出を図っており、50以上の国・地域に500以上の販売網を有し、2007年から2013年までの累計輸出台数は21万台以上にのぼる。
2014年の乗用車輸出実績は7万台以上にのぼり、前年比21.62%増となった。力帆では2015年に12万台の輸出を目標としている。
ロシアでは2011年から4年連続で中国メーカー首位の座を維持している。
ブラジルでは2014年に5,355台を販売し、前年比136.5%の増加となった。
イタリアの輸入業者であるマーティン・モーターズは自社ブランドにリバッジして販売している。
日本にはオートバイが2001年に2台だけ輸入されたことがある。

### 製造拠点
力帆は中国国内に2つの乗用車工場を有する。2011年11月には貴州省に力帆時駿集団のトラック工場が竣工した。
また、海外にノックダウンキットを輸出して、数多くの製造拠点で組立が行われている。
オートバイの製造拠点はタイ王国、イラン、トルコ、ベトナムにある。
ベトナムでは2003年1月1日に力帆越南摩托製造連営公司が操業を開始した。
元々は重慶華偉機車製造有限公司が計画していたが市場撤退で頓挫した現地合弁を引き継いだもので、力帆が70%を出資する。
もともと関税を回避するために始めた現地生産であったが、価格競争を進める中で品質が低下したため、販売シェアは思うように獲得できなかった。
2007年3月からはVMCによって四輪製品である力帆・520セダンの組立も開始された。
エチオピアでは、2007年からホランド・カー社によって小型セダンの力帆・520のCKD組立が行われ、同社のブランドで「Abay」（アムハラ語で青ナイル川を意味する）の車名で販売された。2010年、力帆は完全子会社を設立して直接進出した、力帆車のアフターサービスセンターも首都アディスアベバに所在する。2014年5月7日には新工場の開所式が開催された。
ロシアでは2007年からデルウェイズとの合弁でチェルケスク工場での組立が開始されている。2014年10月15日にはリペツクに新工場を建設することで州政府との間で合意に達した。2015年から建設を開始して2017年操業開始の予定である。
ウルグアイでは、2010年に年4万台の生産能力を有するSKD組立工場が設立された。2014年には新設のエンジン工場で試作が開始された。
この他、イランではケルマーン・モーター社によって組立が行われており、2010年初めには隣国アゼルバイジャンのNAZ社でも組立が開始された。さらに、2011年6月にはイラクのZamZam Spring社でKD組立が開始されている

### 研究開発
2013年時点で、力帆集団は7,800件の特許と383件の発明特許を保有している。2014年5月、新しい研究院（R&Dセンター）がオープンした。

## スポンサー
2000年8月に5,580万人民元でプロサッカークラブ重慶力帆足球倶楽部を買収した。

## 自動車の主な車種
- 力帆・320 - MINIに酷似していると話題になった小型ハッチバック[40]。
- 力帆・330 - 2013年発表。320のフェイスリフト版。
- 力帆・520 - 力帆最初の自主開発車である小型セダン/ハッチバック。
- 力帆・530 - 小型セダン
- 力帆・620 - 小型セダン
- 力帆・630
- 力帆・720 - 中型セダン
- 力帆・820 - 中型セダン
- 力帆・X50 - 小型SUV
- 力帆・X60 - 力帆初のSUV
- 力帆・LF6361/1010 - 1999年ダイハツ・アトレーベースのミニバン、ピックアップ。短期間で製造終了。
- 力帆・豊順 (Lifan Fengshun, Lifan Foison) - 2011年発表。LF6361シリーズをベースにした小型商用車バン
  - 力帆・LF1022 - そのトラック版
- 力帆・福順 (Lifan Forsun)
- 力帆・興順 (Lifan Xingshun, Lifan Seasion)
  - Lifan LF1025
  - Lifan LF5029XXY
- 力帆・楽途 (Lifan Letu, L7) - 2014年発表の小型MPV。

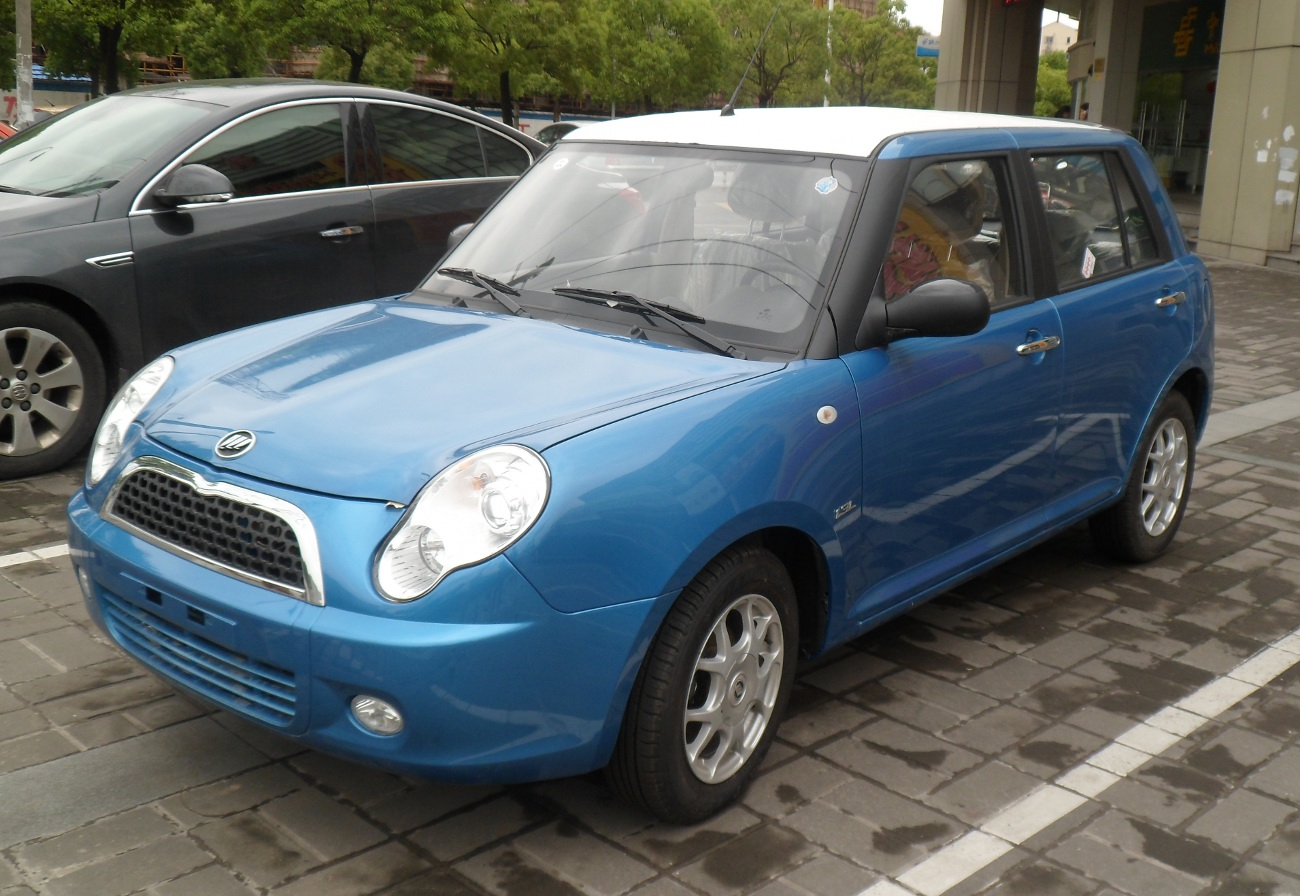
力帆・320
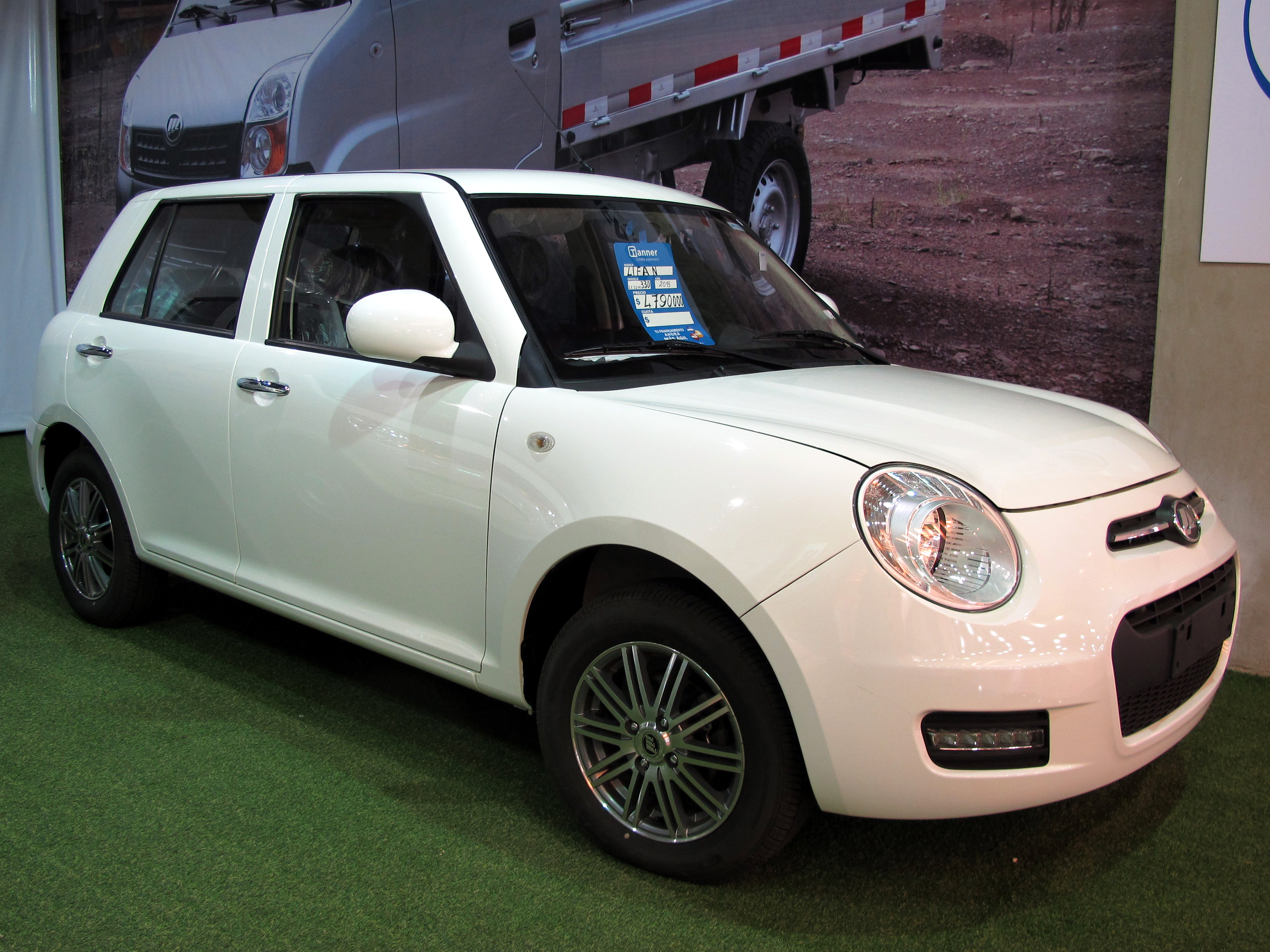
力帆・330
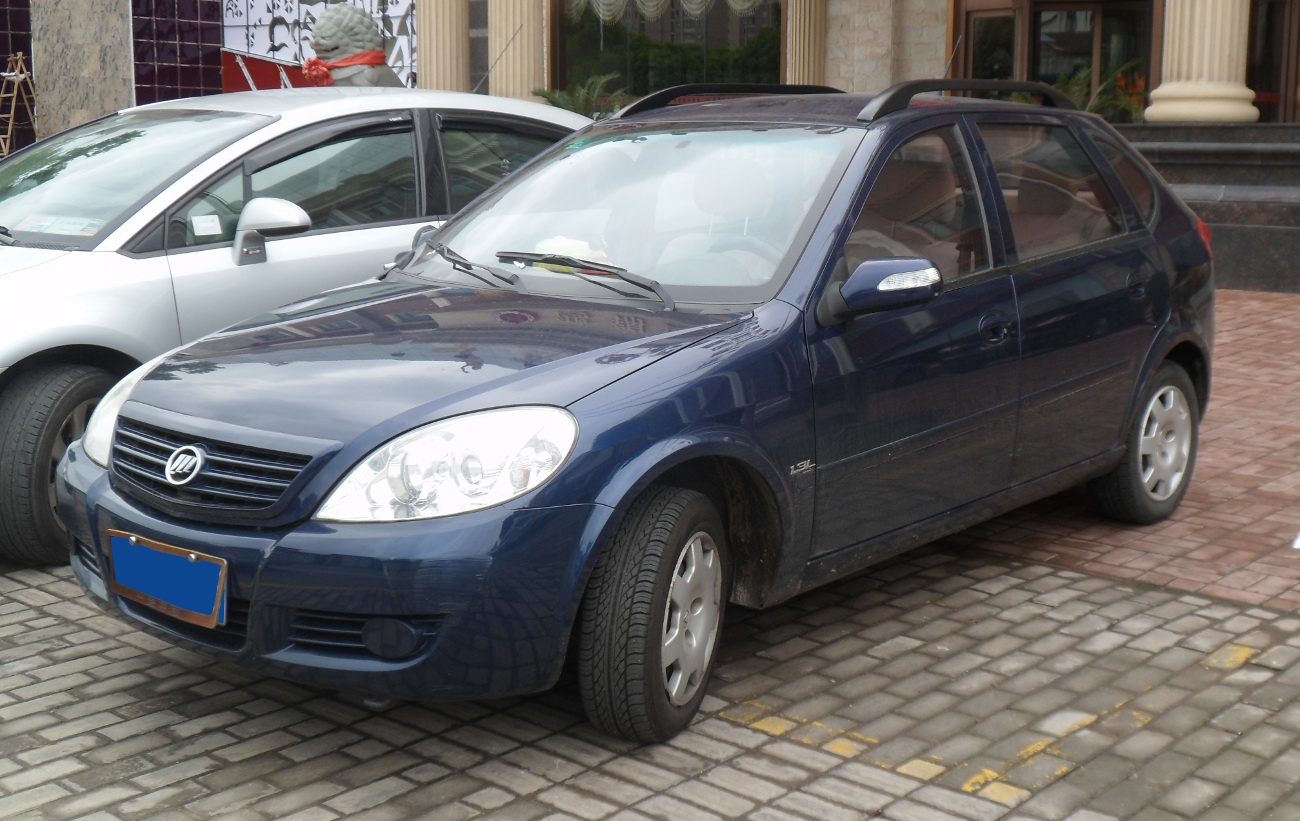
力帆・520i
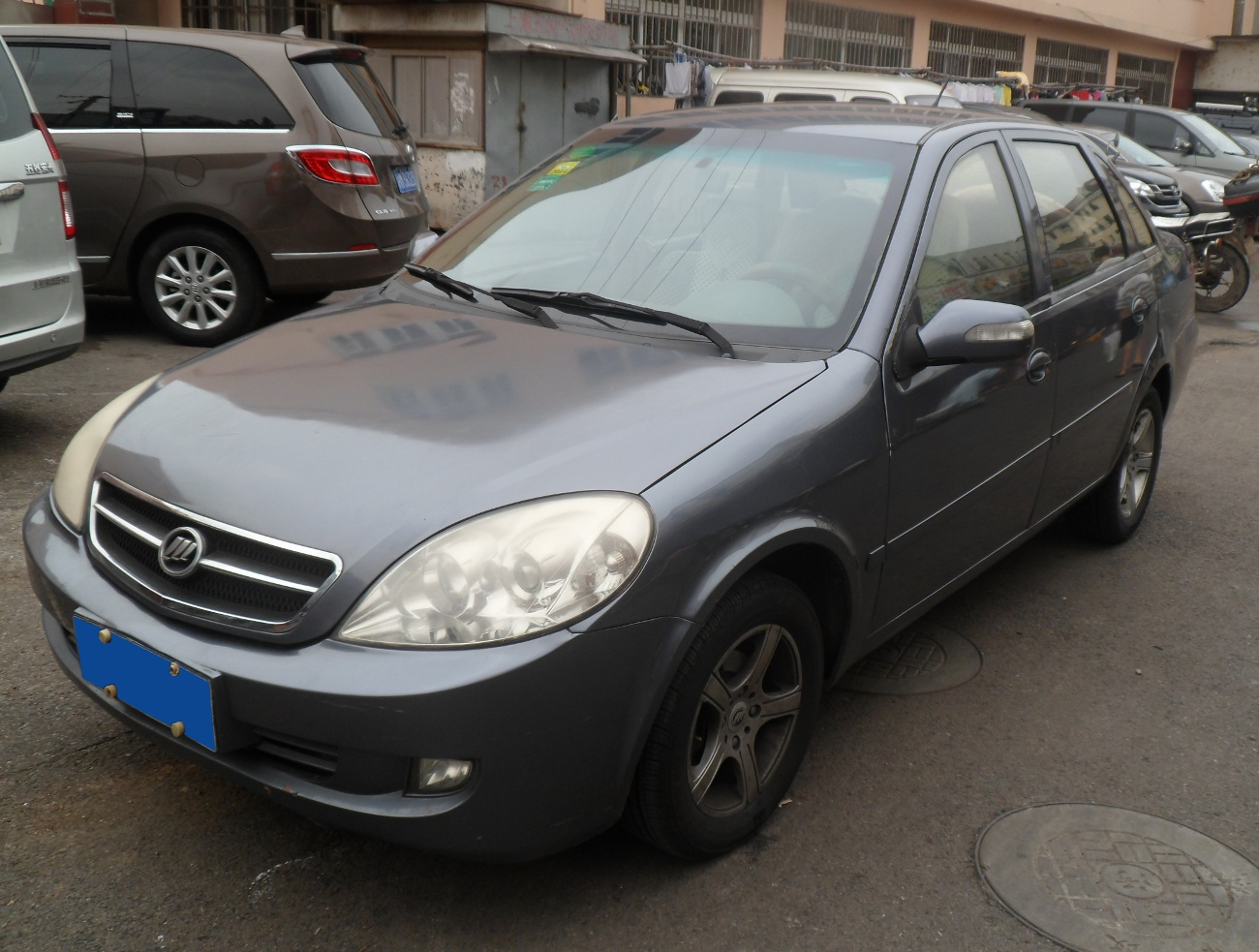
力帆・520
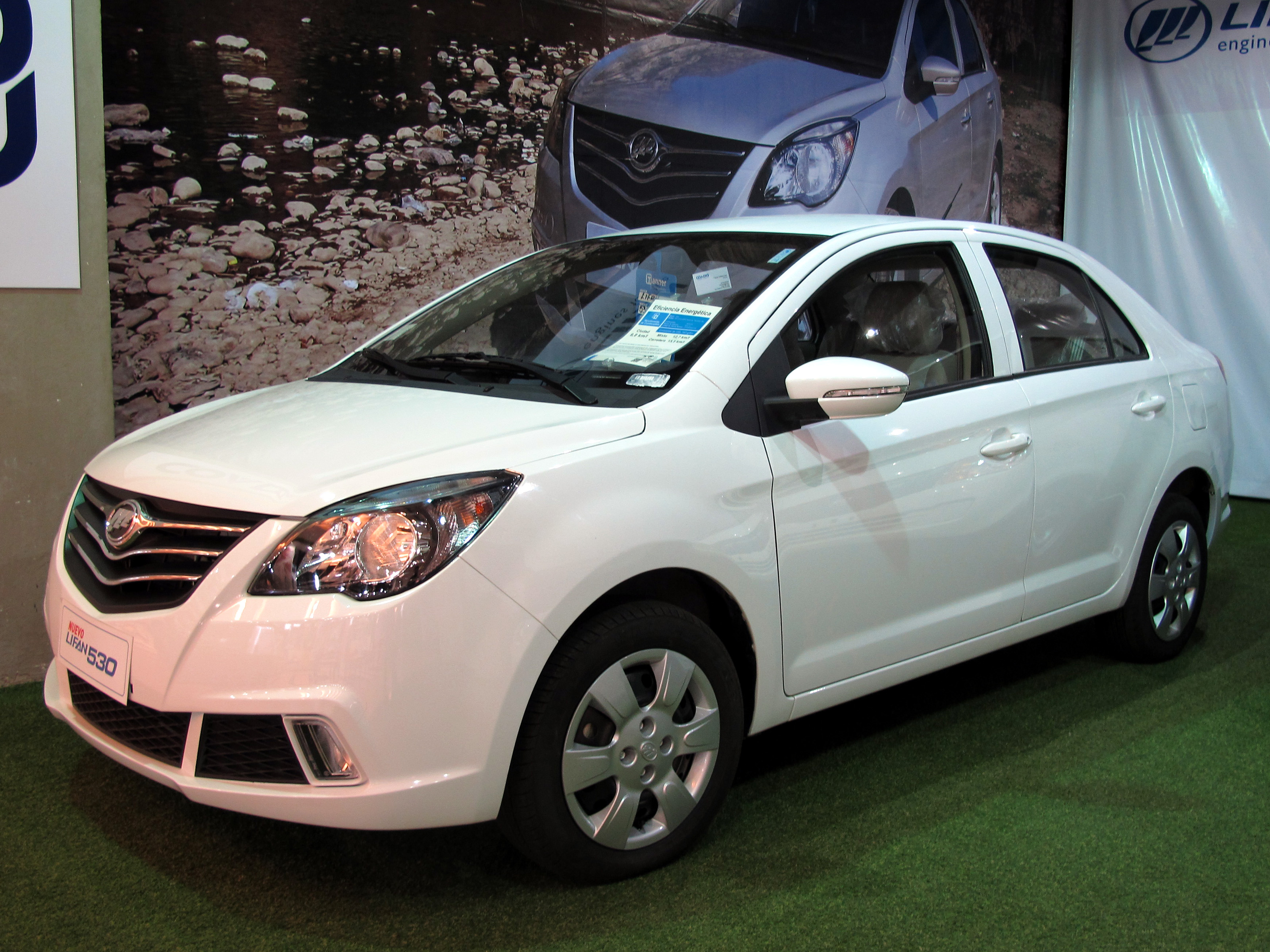
力帆・530
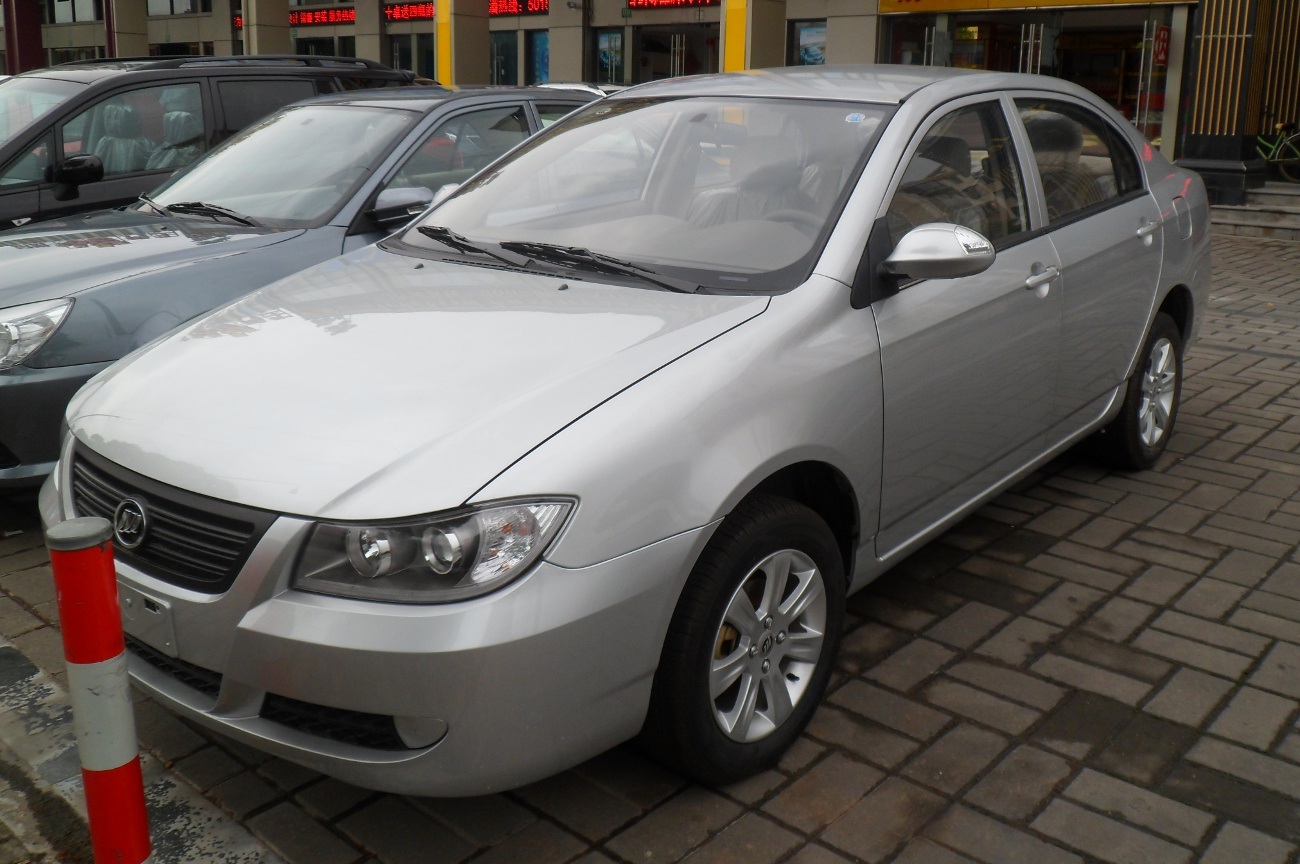
力帆・620
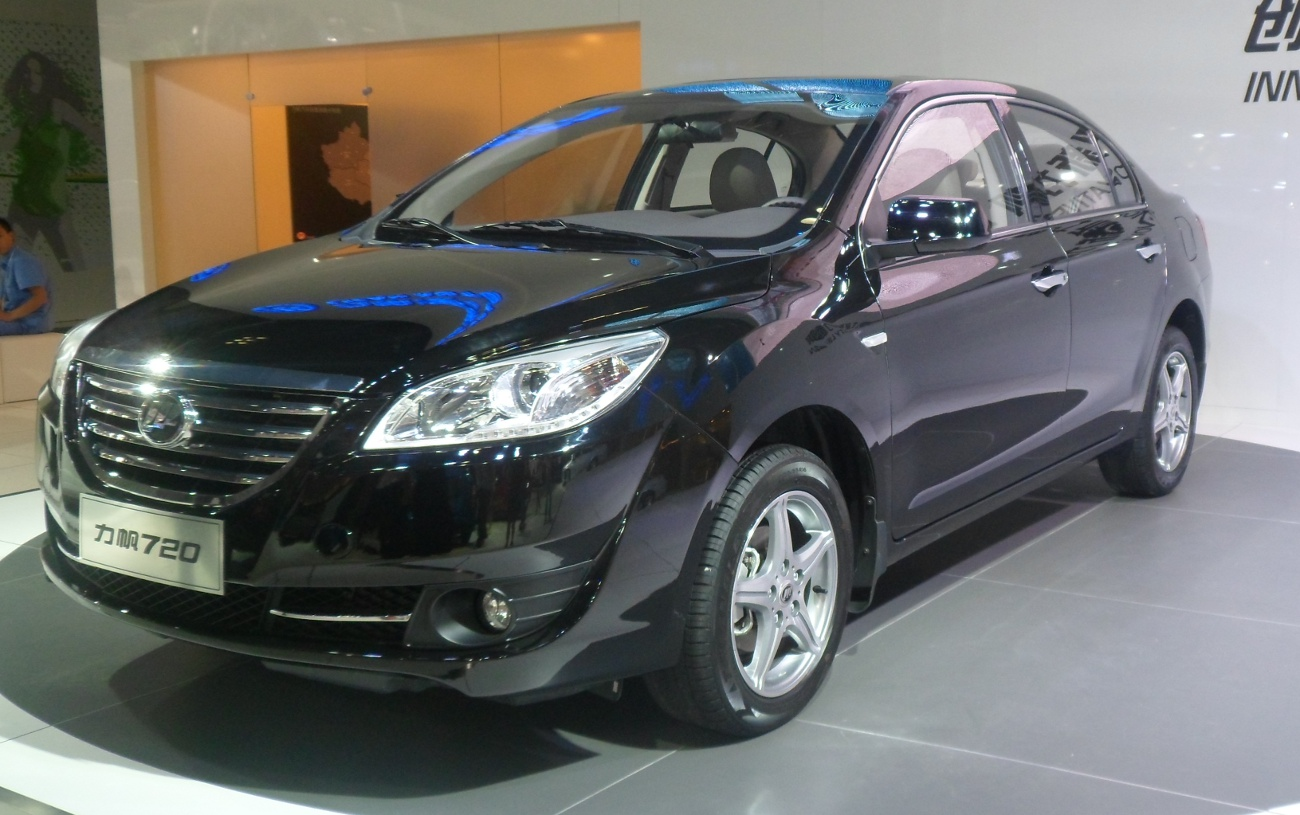
力帆・720
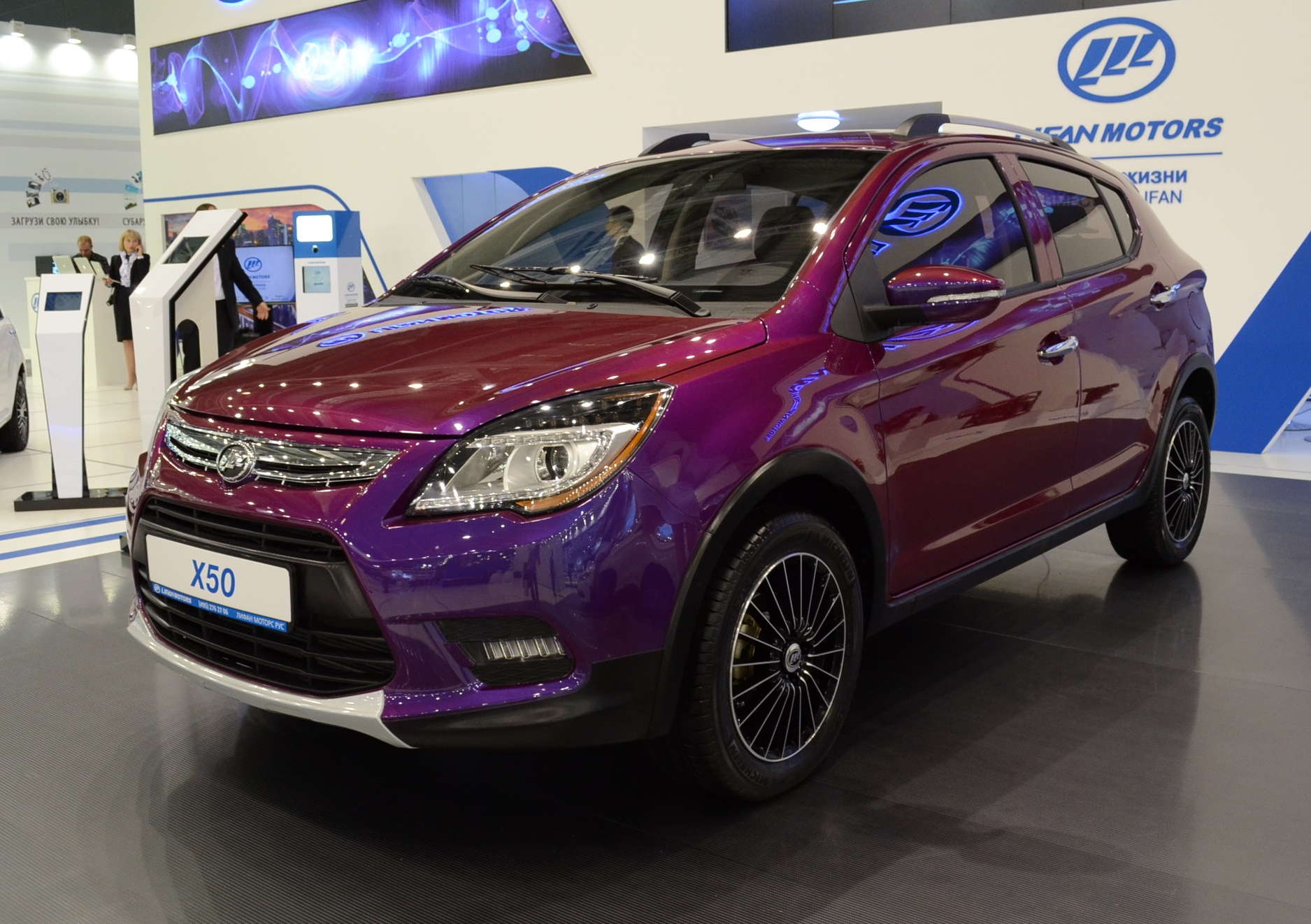
力帆・X50
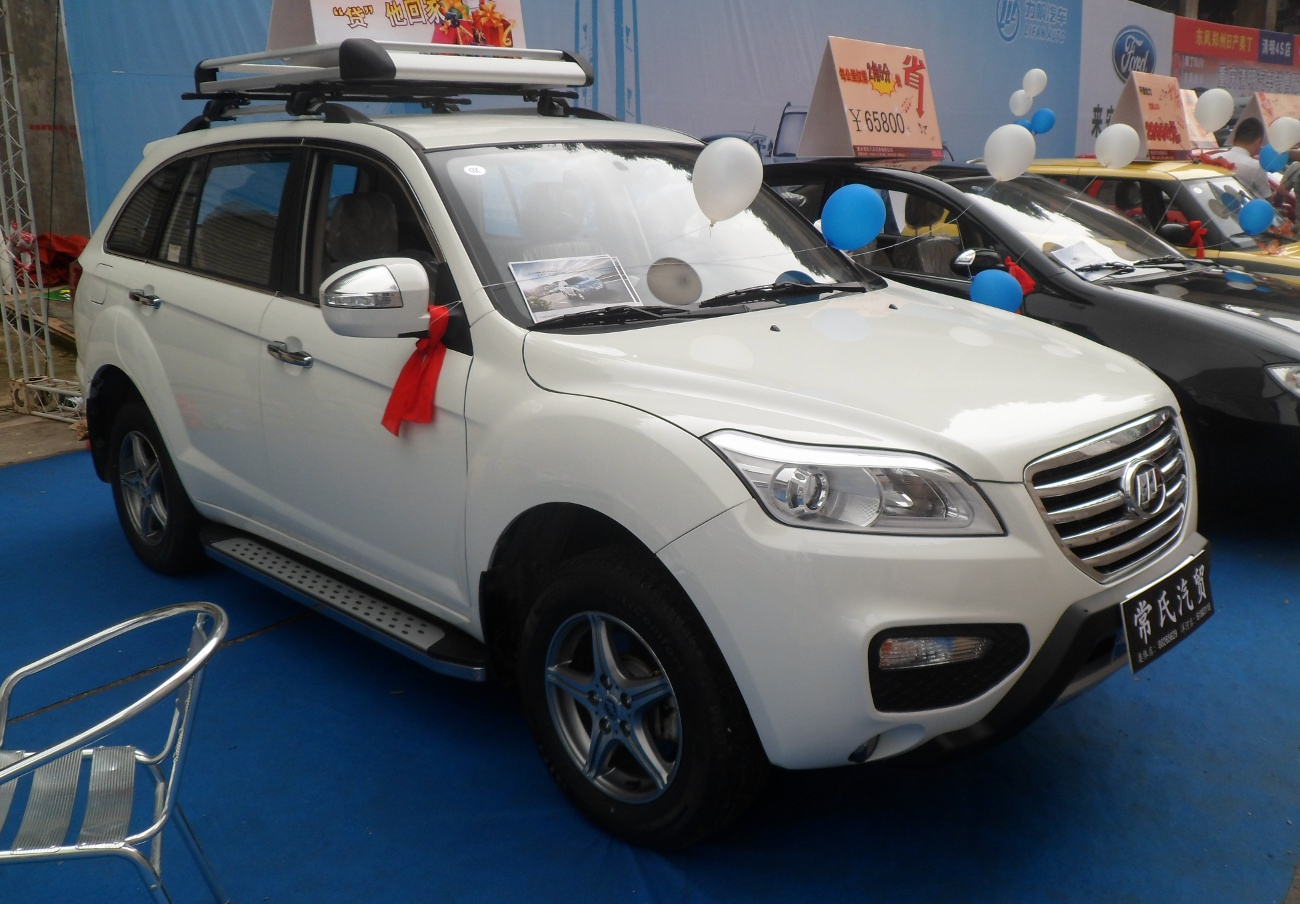
力帆・X60
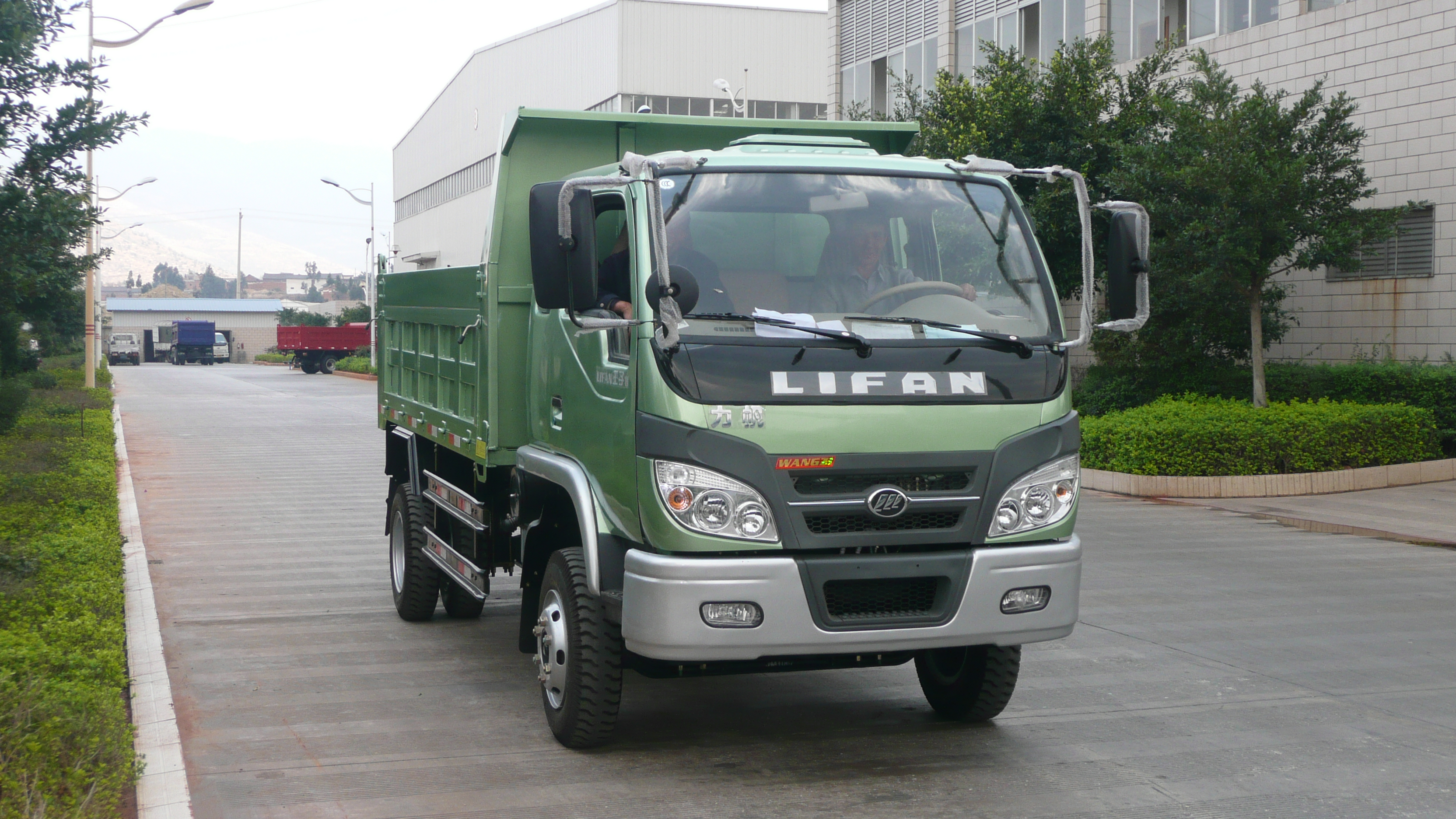
力帆トラック

## オートバイの主な車種
力帆 (Lifan) ブランド
- 力帆・KPR150
- 力帆・KP150
- 力帆・RBX150
- 力帆・X-MAN150

轟轟烈 (Honrei) ブランド
- Powerman系列：HL250-3A、HL150-10F、HL250-19P、HL150-2、HL150-16D
- 轟動系列：HL200-6P、HL175-3P、HL150-L、HL150-9R、HL110-7T
- 経典系列：HL150-3E、HL150-U、HL150-11V、HL150-10C、HL110-8T、HL110-5T

気派 (Qipai) ブランド
- オートバイ：QP125-N/QP150-N、QP125-9V/QP150-9R、QP125-5V、QP125-3V/QP150-V、QP125-7E、QP125-9V
- スクーター：QP125T-2A、QP125T-2G